# Jaure
Jaure település Franciaországban, Dordogne megyében. Lakosainak száma 178 fő (2022. január 1.). Jaure Manzac-sur-Vern, Villamblard, Bourrou és Grignols községekkel határos.

## Népesség
A település népességének változása:
| Lakosok száma | 140  | 158  | 143  | 150  | 161  | 168  | 170  | 171  | 174  | 178  |
|               | 1968 | 1982 | 1990 | 2006 | 2013 | 2015 | 2017 | 2019 | 2020 | 2022 |